# Apión
Apión (en griego: Ἀπίων, ca. 20 a. C. - ca. 45-48 d. C.) fue un egipcio helenizado, gramático y estudioso de Homero que nació en el oasis de Siwa y vivió en la primera mitad del siglo I.

## Biografía
Estudió en Alejandría y dirigió una delegación enviada a Calígula en el año 38 por los alejandrinos para quejarse de los judíos y de los privilegios que les habían concedido en la ciudad. Sus acusaciones fueron contestadas por Flavio Josefo en su Contra Apionem. 
Apión se asentó en Roma -aunque no esté claro cuándo- y enseñó retórica hasta el gobierno de Claudio.
Apión era un hombre muy trabajador y de mucha erudición, pero extremadamente vanidoso. Escribió varias obras, ninguna de las cuales ha perdurado. La conocida historia Androcles y el león, preservada por Aulo Gelio, pertenece a sus trabajos. Fragmentos de sus obras aparecen en Etymologicum Graecae linguae Gudianum (ed. Sturz, Leipzig, 1818).